# Luchstaube

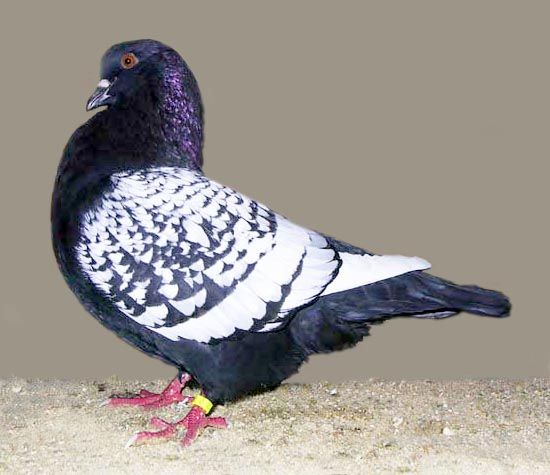
Luchstaube, Schwarz weißgeschuppt mit weißen Schwingen

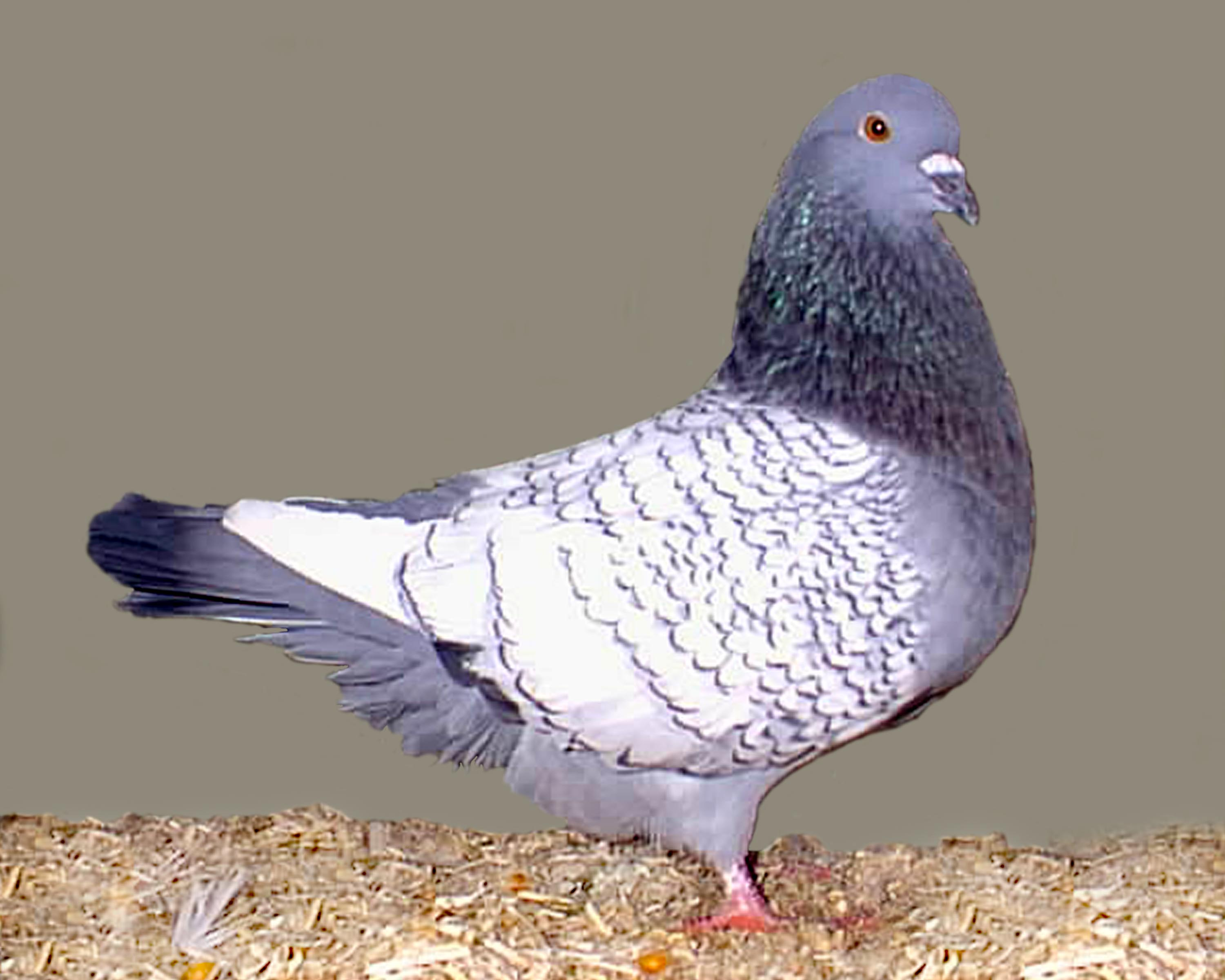
Blau weißgeschuppt mit weißen Schwingen

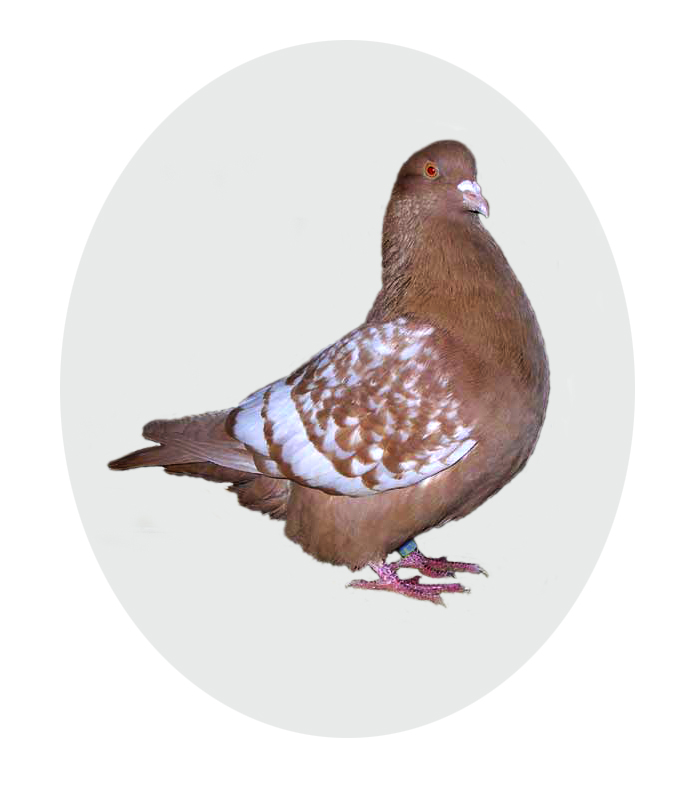
Gelb weißgeschuppt mit farbigen Schwingen

Die  Luchstaube ist eine Zuchtform der Haustaube, die domestizierte Form der Felsentaube.
Sie wurde in der Mitte des 19. Jahrhunderts aus Feldflüchtern und weißgespitzten Schlesischen Kröpfern erzüchtet. Luchstauben können bis zu 1000 g schwer werden und werden deshalb auch oft zur Fleischgewinnung gezüchtet.

## Verbreitung
Hauptsächlich kommt die Luchstaube im Bereich um Halle (Saale), in Sachsen, Hessen sowie in Franken und Bayern vor.
Außerhalb von Deutschland findet man sie in Frankreich, Tschechien, Dänemark, Belgien, den Niederlanden, England, Österreich, USA und im Grenzgebiet der USA und Kanada.

## Farbschläge
Die Luchstaube ist weiß- und farbschwingig in den Farben Blau, Schwarz, Rot und Gelb mit jeweils weißen Binden oder weißgeschuppt anerkannt.
Die 16 Farbenschläge sind im Einzelnen: 
- rot mit weißen Binden
- rot mit weißen Binden und weißen Schwingen
- rot weißgeschuppt mit weißen Schwingen
- rot weißgeschuppt mit farbigen Schwingen
- blau mit weißen Binden
- blau mit weißen Binden und weißen Schwingen
- blau weißgeschuppt mit weißen Schwingen
- blau weißgeschuppt mit farbigen Schwingen
- schwarz mit weißen Binden
- schwarz mit weißen Binden und weißen Schwingen
- schwarz weißgeschuppt mit weißen Schwingen
- schwarz weißgeschuppt mit farbigen Schwingen
- gelb mit weißen Binden
- gelb mit weißen Binden und weißen Schwingen
- gelb weißgeschuppt mit weißen Schwingen
- gelb weißgeschuppt mit farbigen Schwingen